# E125
E125 är en cirka 260 mil lång europaväg som går från Ryssland via Kazakstan till Kirgizistan.

## Sträckning
Isjim - (gräns Ryssland-Kazakstan) - Petropavlovsk - Shchuchinsk - Astana - Karagandy - Balchasj - Burubaytal - Almaty - (gräns Kazakstan-Kirgizistan) - Bisjkek - Naryn - Torugart (vid gränsen mot Kina).
Vägen är en landsväg. Sträckan i Kirgizistan är mycket bergig, och det finns ett bergspass på 3 030 m höjd mellan Bisjkek och Naryn. Den högsta punkten är Torugart-passet på 3 752 m höjd vid gränsen mot Kina. Bergen tillhör Tianshan och har i närheten av vägen toppar uppemot 5 km, och 7 439 m som allra högst i denna bergskedja. 
E125 ansluter till E22, E30, E019, E016, E012 och E40